# ناحیه کلارک، میشیگان
ناحیه کلارک (به انگلیسی: Clark Township) یک منطقهٔ مسکونی در ایالات متحده آمریکا است که در شهرستان مکیناک، میشیگان واقع شده‌است.
 ناحیه کلارک ۲۶۳٫۰ کیلومتر مربع مساحت و ۲٬۲۰۰ نفر جمعیت دارد و ۲۰۵ متر بالاتر از سطح دریا واقع شده‌است.